# Rondeletia scabrella
Rondeletia scabrella är en måreväxtart som beskrevs av Kurt Krause. Rondeletia scabrella ingår i släktet Rondeletia och familjen måreväxter. Inga underarter finns listade i Catalogue of Life.